# Kuchnia śródziemnomorska

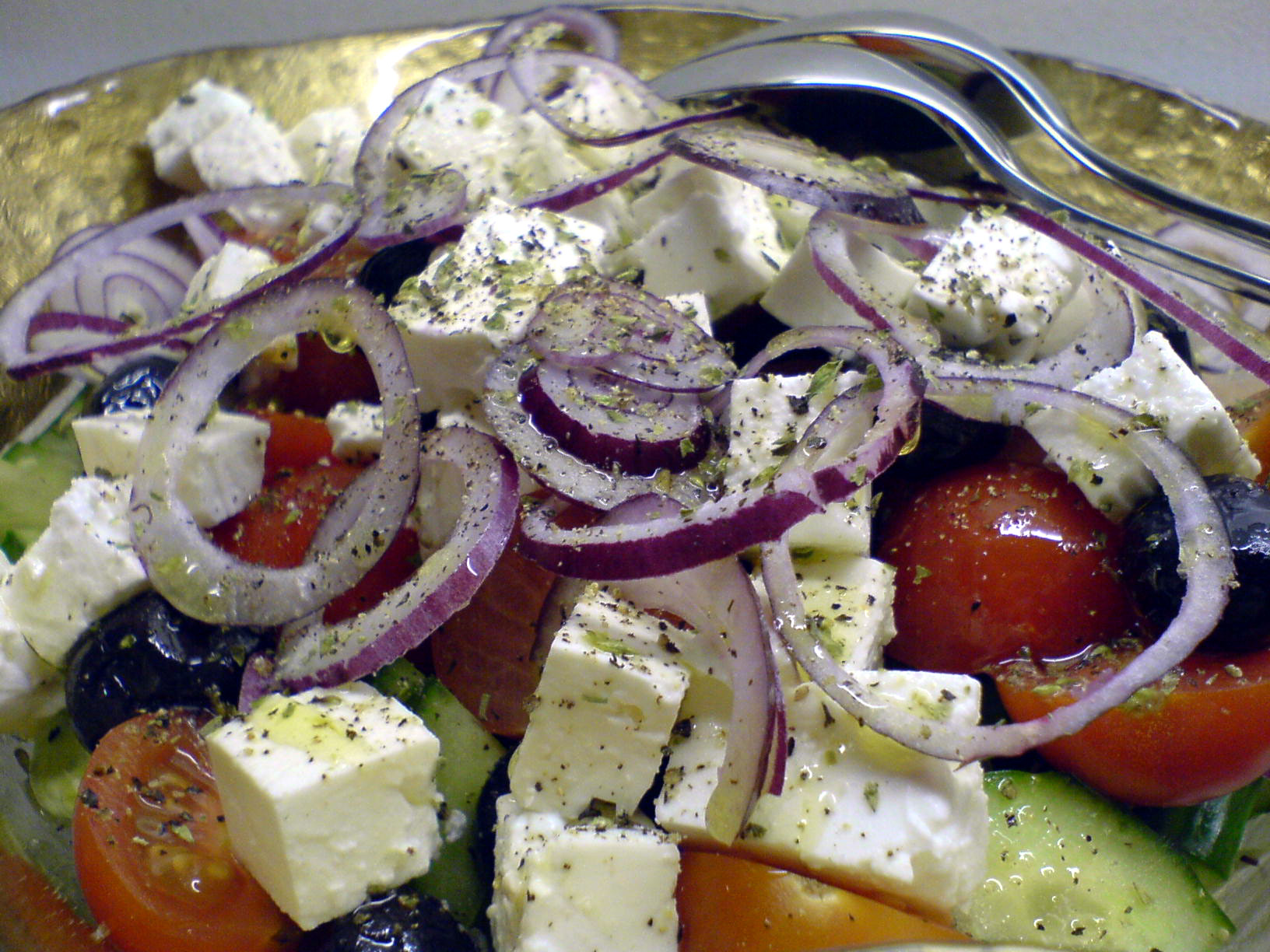
Sałatka grecka

Kuchnia śródziemnomorska – tradycje kulinarne obszaru Morza Śródziemnego. Pomimo regionalnych i narodowych różnic kuchnia tego terenu wykazuje szereg cech wspólnych związanych z warunkami geograficznymi, klimatem, wzajemnymi wpływami historycznymi i wymianą handlową. Do typowych składników należą ryby i owoce morza, różne rodzaje warzyw i owoców, oliwa wykorzystywana zarówno do smażenia i jako dressing(ang.). Mięso gra rolę drugoplanową, zazwyczaj jest grillowane. Podstawowym napojem towarzyszącym posiłkom jest wino.
Kuchnia śródziemnomorska w Chorwacji, w Grecji, na Cyprze, w Hiszpanii, Maroku, Portugalii i we Włoszech jest wpisana na listę reprezentatywną niematerialnego dziedzictwa kulturowego UNESCO.